# Kuside
Kuside (cyr. Кусиде) – wieś w Czarnogórze, w gminie Nikšić. W 2011 roku liczyła 25 mieszkańców.
Jest położona nad brzegiem Slanskiego jezera.